# Scorpion (2007)
Scorpion is een Franse actiefilm uit 2007 onder regie van Julien Seri met in de hoofdrol Clovis Cornillac.

## Verhaal
Voormalig straatvechter Angelo heeft zijn agressie beteugeld door te gaan thaiboksen. Tijdens een toernooi wordt zijn tegenstander schandelijk bijvoorbeeld door de jury en hij laat zijn verachting hiervoor duidelijk blijken. Zijn tegenstander wil Angelo een lesje leren en wacht Angelo met een paar vrienden buiten op. Angelo's oude straatvechtinstinct steekt hierbij de kop op en gecombineerd met zijn thaibokstalent slaat hij hard van zich af, waarbij een van zijn belagers om het leven komt. Hij wordt opgepakt en omdat de rechter veroordeelt hem voor doodslag. Angelo komt in de gevangenis terecht. Als hij uiteindelijk wordt vrijgelaten is hij een gebroken man. Niets interesseert hem meer en hij grijpt naar de drank. Een zachtaardige vrouw haalt hem over om toch nog te proberen iets van zijn leven te maken, maar vanwege zijn verleden komt hij nergens aan de bak, zodat hij in de illegale vechtwereld terechtkomt.

## Rolverdeling
- Clovis Cornillac - Angelo
- Francis Renaud - Marcus
- Karole Rocher - Virginie
- Caroline Proust - Lea / Elodie
- Philippe Bas - Patrick